# Lulav

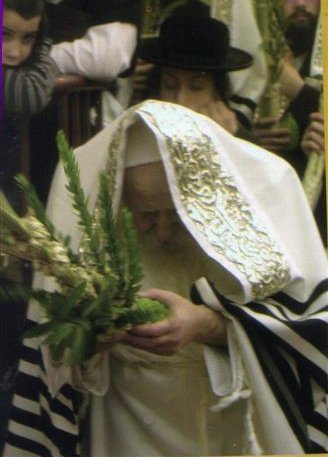
Čtyři druhy

Lulav (hebrejsky לולב‎) je palmová ratolest, používaná při rituálech během poutního svátku Sukot. Řadí se do tzv. čtyř druhů společně s aravou (větve potoční vrby), etrogem (citrus) a hadasou (snítka myrty). Přeneseně lulav označuje všechny tři druhy, které se drží v pravé ruce (tj. lulav, aravu a hadasu).
Palmová ratolest se drží v pravé ruce ve zvláštním, pouze pro tento účel zhotoveném pouzdře spolu s myrtou a vrbovými větévkami, etrog pak v levé ruce. Poté se řekne předepsané požehnání:

בָּרוּךְ אַתָּה יהוה אֱלֹהֵינוּ מֶלֶךְ הָעוֹלָם, אֲשֶׁר קִדְּשָׁנוּ בְּמִצְוֹתָיו, וְצִוָּנוּ עַל נְטִילַת לוּלָב.‎
Baruch ata Adonaj, Elohejnu melech ha-olam, ašer kidšanu be-micvotav ve-civanu al netilat lulav.

Požehnaný jsi Ty, Hospodine, Bože náš, králi světa, jenž jsi nás posvětil svými přikázáními a nařídil nám pozvednout palmovou ratolest.

Následuje ještě požehnání Šehechejanu, ovšem pouze během prvního dne svátku Sukot. V případě, že první den Sukot připadne na šabat, lulav se nebere do rukou a bere se až druhý den – a v takovém případě se i Šehechejanu říká druhý den.
Během Halelu se tímto svazkem mává k východu, jihu, západu a severu a potom nahoru a dolů, aby se symbolicky vyjádřilo vesmírné panství Boha. Mávání se nazývá hebrejsky נענועים (na'anu'im). Kromě halelu se čtyřmi druhy mává i během Hošanot na Sukot a Hošana raba.
| „                 | Prvého dne si vezmete plody ušlechtilých stromů, palmové ratolesti, větve myrtových keřů a potočních topolů a sedm dní se budete radovat před Hospodinem, svým Bohem. | “ |
| — Leviticus 23:40 | |   |